# Prophetstown
Pour le parc situé dans l’Indiana, voir Parc d'État de Prophetstown.
La ville de Prophetstown est située dans le comté de Whiteside, dans l’État de l’Illinois, aux États-Unis. Sa population s’élevait à 2 080 habitants lors du recensement de 2010, estimée à 1 992 habitants en 2016.

## Source
- (en) Cet article est partiellement ou en totalité issu de l’article de Wikipédia en anglais intitulé « Prophetstown, Illinois » (voir la liste des auteurs).